# Хвороба, яку спричинює вірус Ебола
Хворо́ба, яку спричи́нює ві́рус Е́́бо́ла (гарячка Ебола, геморагічна гарячка Ебола, англ. Ebola fever, лат. febris Ebola) — гостра вірусна висококонтагіозна природно-осередкова хвороба, яка характеризується часто тяжким перебігом, високою летальністю, вираженою інтоксикацією, зневодненням, ураженням кровоносних судин багатьох органів із розвитком тяжкого геморагічного синдрому.
Вона входить до переліку хвороб, які здатні серйозно впливати на здоров'я населення і можуть швидко поширюватися в міжнародних масштабах. Крім того, хвороба, яку спричинює вірус Ебола, увійшла до переліку подій, які можуть являти надзвичайну ситуацію в галузі охорони здоров'я, та які регулюють сучасні Міжнародні медико-санітарні правила 2005 року. Збудника хвороби внесено до чинників біологічної зброї у переліку «Біологічних агентів, які цитують під різними назвами, як зброю для ураження живої сили»

## Історичні відомості

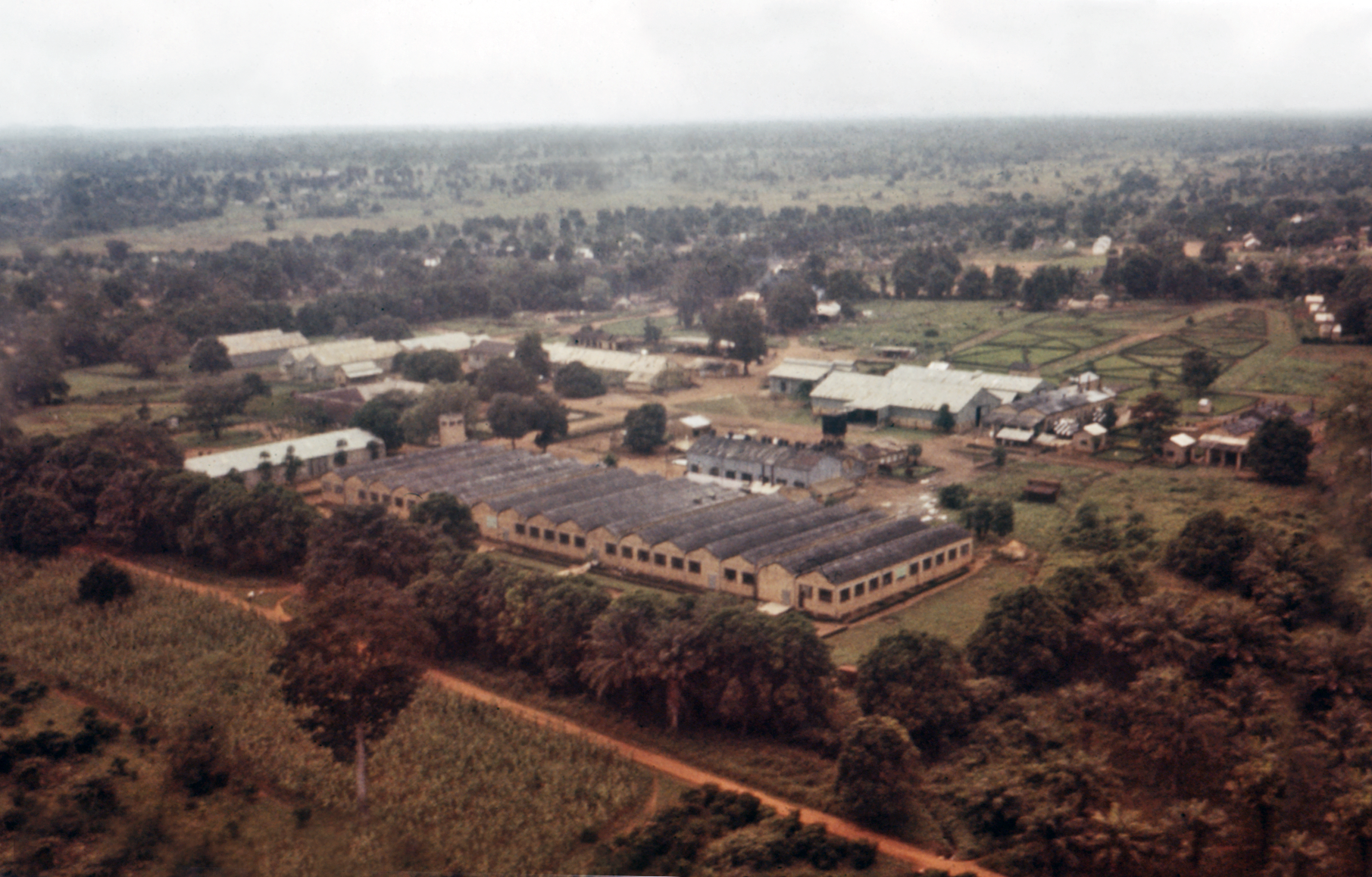
Бавовняна фабрика в селі Нзара на півдні Судану, де працювали перші захворілі на гарячку Ебола

Вперше спалахи гарячки Ебола було зареєстровано у 1976 році в сільських місцевостях на півдні Судану та півночі Заїру. Спочатку в липні 1976 року в суданському селі Нзара від незрозумілої швидкоплинної хвороби помер робітник складу сировини місцевої фабрики з переробки бавовни. Хвороба в нього супроводжувалася сильними кровотечами. Через декілька днів після цього померли ще двоє людей, які працювали на тому ж складі. Ймовірно, від цих двох хворих хвороба поширилася не лише по Нзара, але і в сусіднє місто Мариді, де почала поширюватися серед пацієнтів міської лікарні та членів їхніх родин. Більше того, інтенсивне лікування хворих шляхом ін'єкцій медикаментів, переливанням крові та інших процедур спричинило поширення хвороби й серед медичного персоналу. Лікарі та жителі міста були настільки злякані, що багато хто з них втік за місто, що, можливо, і зупинило епідемію. Про цей спалах фахівці з ВООЗ дізналися тоді, коли він практично вже закінчився.
У Заїрі перший випадок стався 26 серпня 1976 року в селі Ямбуку у шкільного вчителя, який за деякий час до хвороби їв чи то м'ясо полеглої антилопи, чи то напівсире м'ясо мавпи. Через 2 тижні від початку недуги він помер у лікарні, де його безуспішно лікували від нібито малярії. На похорон такої шанованої людини зібралося дуже багато людей. Негайно услід за цим у госпіталі, де він лікувався, стали з'являтися схожі випадки серед пацієнтів і медперсоналу. Паралельно почалася епідемія і в самому селі. За назвою річки Ебола. в Заїрі хворобу стали іменувати гарячкою Ебола. У Судані, в селищі Нзара й місті Мариді, в липні-серпні 1976 р. було зафіксовано 300 захворілих, зокрема 151 смерть (50,33 %), тоді як у заїрських селах Ямбуку та Бумба з 237 хворих загинуло 211 (89,02 %). Настільки різний відсоток померлих у двох спалахах пояснили різною вірулентністю штамів вірусу.
Згодом було встановлено, що гарячка Ебола відбувалася у людей ще під час епідемії жовтої гарячки в Ефіопії у 1961—1962 рр. У трупному матеріалі померлих у Заїрі ще в 1972 р. від невідомої на той момент гарячки надалі були виявлені антитіла до вірусу Ебола.
Випадки захворювання в цих районах Центральної Африки, а також у зоні тропічних лісів Африки (Габон, Кот-д'Івуар, Ліберія, Демократична республіка Конго) реєстрували і в наступні роки. Один із великих спалахів гарячки Ебола серед людей в Африці стався 2007 році в Уганді в районі Бундібуджо. (93 захворілих, 22 померлих, з яких 5 робітників системи охорони здоров'я). За період 1990—2010 рр. були поодинокі випадки завезення гарячки Ебола до Канади, Південно-Африканської республіки. У 1989, 1992 і 1996 рр. в США й Італії зареєстровані випадки хвороби серед макак, завезених із Філіппін, при цьому люди не хворіли. Ґрунтовні дослідження цього були зроблені в одній із дослідницьких лабораторій у Рестоні, штат Вірджинія. У 2009 р. було сповіщено, що гарячкою Ебола хворіли свині на деяких фермах Філіппін, однак люди, що там працювали, при цьому не захворіли, хоча й мали наростання титру антитіл, тобто переносили хворобу без клінічних проявів.

## Спалах гарячки Ебола 2014 року у ДР Конго
27 серпня 2014 року ВООЗ сповістила, що у Демократичній Республіці Конго з 28 липня по 17 серпня 2014 року виявлено 24 випадки, підозрілі на гарячку Ебола, зокрема зафіксовано 13 смертей. Перший випадок був зафіксований у вагітної, яка мала контакт із м'ясом забитої під час полювання дикої тварини, яку привіз її чоловік. Під час оперативного втручання, яке було ургентно проведено цій жінці, від неї відбулось зараження декількох медичних працівників (один лікар і дві медичні сестри). Сама вагітна згодом померла. А далі захворіли й померли ще люди, як у лікарні, так й за її межами. Спалах, який абсолютно не пов'язаний спільними векторами передачі з епідемією, яка відбулась того ж року у Гвінеї, Сьєрра-Леоне, Ліберії, Нігерії та Сенегалі, трактується ВООЗ як окрема епідемія хвороби, яку спричинює вірус Ебола. Усі випадки відбулись в окрузі Джіра.
Станом на 20 листопада 2014 року було зафіксовано 66 випадків захворювання, зареєстровано 49 смертей. Серед захворілих було 8 медичних працівників, які усі загинули. Надалі країна проголошена такою, що звільнилась від спалаху хвороби гарячки Ебола, тому що 20 листопада 2014 року минув 42-денний термін епідеміологічного спостереження після виписки останнього хворого з стаціонару, і за цей період не зафіксовано жодного випадку нового зараження, тобто епідемія була визнана вичерпаною.

## Епідемія гарячки Ебола в Західній Африці 2014—2016 років

### Основний осередок в Африці

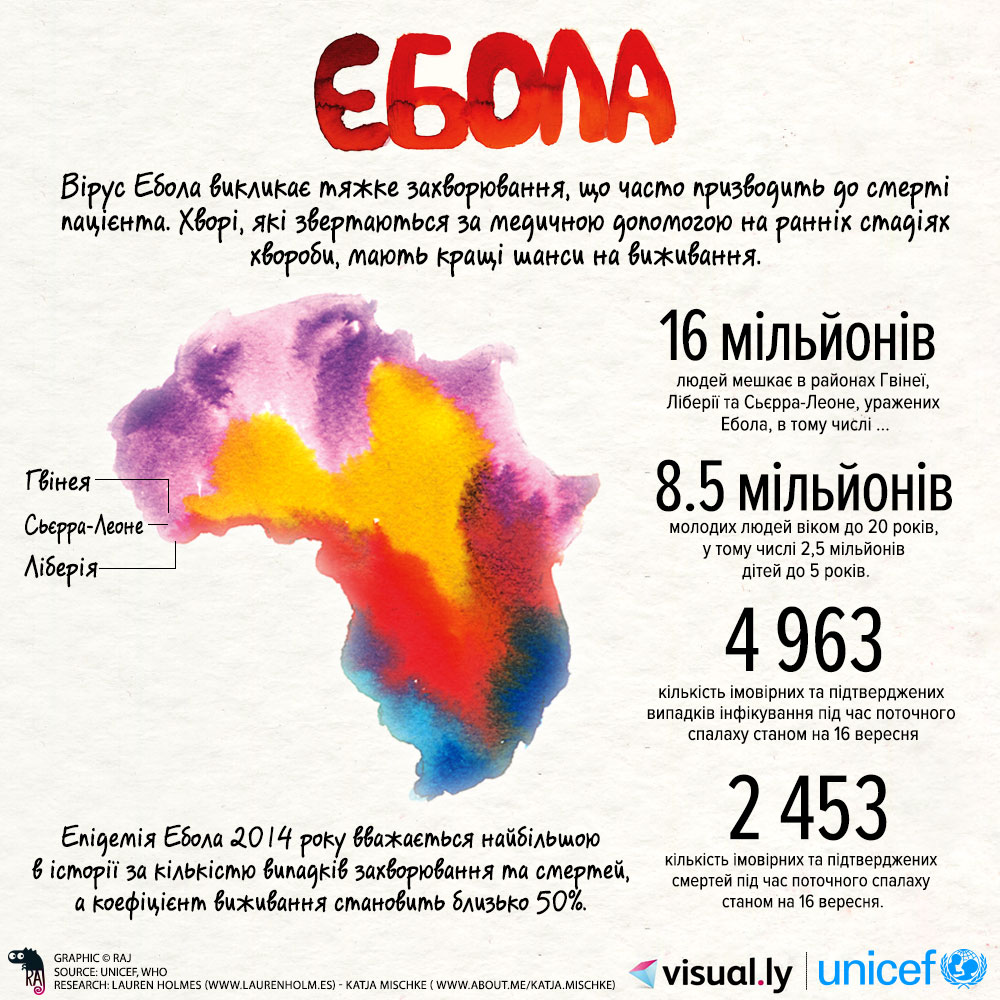
Дані ЮНІСЕФ

У 2014—2016 роках зафіксована найтяжча за весь період спостережень за цією хворобою епідемія в Західній Африці (Гвінея, Сьєрра-Леоне, Ліберія, Нігерія, Сенегал, Малі). Епідемія поширилась за межі цього регіону до США, Іспанії, Великої Британії. Ніколи раніше в історії людства патоген четвертого рівня патогенності так не поширювався. Правила роботи при 4 рівні біобезпеки визначені для роботи з небезпечними та екзотичними штамами мікроорганізмів, які являють високий ризик для здоров'я і життя людини. Захворювання передаються повітряно-крапельним або іншими чи невідомими шляхами, і не піддаються лікуванню; вакцини та етіотропні препарати відсутні. Персонал проходить спеціальне й ретельне навчання з техніки безпечної роботи з такими мікроорганізмами і знаходиться під керівництвом фахівця, який має досвід подібної роботи. Вхід у приміщення, де проводиться робота, суворо обмежений. Лабораторія розташовується в окремому будинку або в повністю ізольованій частині будівлі. Встановлені спеціальні правила проведення робіт у лабораторії. Для ізоляції хворих використовують палати / бокси з внутрішнім негативним тиском, які забезпечують абсолютний рівень безпеки, що не може бути досягнуто в звичайних Мельцеровських боксах. Всі такі палати зазвичай мають суцільнозварний каркас і абсолютно герметичну конструкцію. У такому боксі обов'язково підтримується знижений тиск, що є додатковою гарантією безпечної роботи..
Епідемія почалася у маленькому селищі Меліанду в Гвінеї, коли 26 грудня 2013 року 18-місячний хлопчик, мешканець цього селища, захворів на гарячку з кривавим проносом і невдовзі помер. Але аж до 21 березня 2014 року не було розпізнано, що ця хвороба є гарячкою Ебола, що й призвело до такого поширення, яке охопило широкі верстви населення і принесло таку велику кількість захворілих й померлих.
На 15 жовтня 2014 року ВООЗ заявила про припинення поширення гарячки Ебола на території Сенегалу. 20 жовтня 2014 року ВООЗ сповістила, що передача хвороби, яку спричинює вірус Ебола, припинена у Нігерії. 42 дні спостереження після виписки зі стаціонару останнього хворого на гарячку Ебола на теренах країни не виявили нових захворілих. Загалом після ввезення до Нігерії хвороби ліберійським громадянином 20 липня 2014 року ланцюг передачі інфекції охопив 19 громадян країни, з яких 7 померло. 23 жовтня 2014 року гарячка Ебола поширилась на Малі — ВООЗ була сповіщена про випадок хвороби і смерть 2-річної дівчинки, яка була перед цим привезена до країни з Гвінеї. Продовжується ізоляція і спостереження за 108 громадянами країни, які контактували з дівчинкою. Станом на 3 грудня 2014 року ВООЗ повідомила, що в Малі є загалом 8 випадків гарячки Ебола, 6 хворих померло, з яких двоє — медичні працівники. Ці випадки не пов'язані з першою пацієнткою з хворобою, яку спричинює вірус Ебола, яка померла 24 жовтня. Станом на 18 січня 2015 року в Малі не зафіксовано жодного нового випадку захворювання. Країна оголошена вільною від епідемії хвороби, яку спричинює вірус Ебола, так як пройшло 42 дні від моменту другого негативного результату дослідження на вірус Ебола останнього пацієнта, і не виникли за цей час нові випадки захворювання. У Малі, Сенегалі й Кот-д'Івуарі продовжуються інтенсивні спостереження і проводяться заходи по запобіганню за гарячкою Ебола, адже у прикордонних із цими країнами провінціях Гвінеї є зростання захворюваності.
У Ліберії за період від 28 березня 2015 року не було зареєстровано жодного нового випадку, термін визначення цієї країни вільною від хвороби, якщо не буде нових випадків захворювання, успішно сплив 9 травня 2015 року. Таким чином, ВООЗ визнала на 9 травня 2015 року Ліберію, як вільну від хвороби, яку спричинює вірус Ебола. Однак 29 червня 2015 року був виявлений ретроспективно підтверджений випадок хвороби, яку спричинює вірус Ебола, в Ліберії — перший новий підтверджений випадок у цій країні з 20 березня 2015 року. 17-річний хлопець захворів 21 червня 2015 року. У місцевому медичному закладі його лікували від малярії, і врешті він був успішно виписаний. Але 28 червня 2015 року він помер вдома і був похований з усіма пересторогами, які існують на сьогодні в країні через епідемію гарячки Ебола. Мазок із ротової порожнини померлого згідно настанов ВООЗ було зроблено перед похованням, і згодом отриманий позитивний результат ПЛР у 2-х порціях на наявність РНК вірусу Ебола. Загалом виявлені 102 контакти цього хлопця, але їх число збільшилося, тому розслідування тривало. На цьому етапі джерело інфекції, від якого міг заразитися юнак, невідомо. Повідомлено, що в померлого не було в період інкубації ані подорожей, ані контактів з особами з постраждалих районів, ані відвідування похорону померлих від гарячки Ебола. Сповіщено, що станом на 1 липня 2015 року 2 людей, що контактували з померлим хлопцем, захворіли на гарячку Ебола, їхні контакти лікарі в свою чергу виявлені та оглянуті. Після проведення додаткових протиепідемічних заходів у Ліберії у вересні 2015 року сплив термін часу, необхідного для визначення цієї країни вільною від хвороби, яку спричинює вірус Ебола. Станом на 3 вересня ця країна вдруге за 2015 рік визнана вільною від епідемії, яку спричинив вірус Ебола.
Хоча Ліберія (14 січня 2016 року та Гвінея (29 грудня 2015 року), які були визнані вільними від циркуляції вірусу Ебола, і в них не відбулося появи нових випадків хвороби станом на 15 січня, але саме тоді ВООЗ повідомила про виявлення нового випадку хвороби у Сьєрра-Леоне, яка була до того 7 листопада 2015 року визнана вільною від циркуляції вірусу Ебола. Це підтвердило ті положення, що на епідемічних територіях існує великий ризик поновлення спалаху. Усі медичні заклади країни та міжнародних організацій проводили інтенсивну протиепідемічну роботу. Хворобу було виявлено посмертно у 22-річної жінки, яка померла 12 січня у своєму домі й була похована без дотримання необхідних заходів безпеки. За 2 тижні до того вона приїхала з іншого регіону країни та захворіла із появою діареї та блювання.. 20 січня 2016 року у тітки померлої було підтверджено наявність вірусу Ебола. Ця жінка у той момент знаходилась у добровільному карантині. 4 лютого 2016 року у неї було отримано 2-й негативний тест на наявність РНК вірусу Ебола. Було проведено активне спостереження за виявленими контактами. Спостереження за ними закрите 11 лютого 2016 року. У Гвінеї та Ліберії продовжено 3 фазу реагування на епідемію, продовжують інтенсивні дослідження на потенційну наявність вірусу Ебола у померлих від інших хвороб у цих країнах. Дослідження результатів вакцини проти вірусу Ебола, які попередньо мали оцінити у лютому 2016 року, відтерміноване.
За повідомленням ВООЗ від 18 березня 2016 року у Гвінеї, в сільській місцевості південної префектури Нзерекоре виявлено 2 нових підтверджених випадки хвороби, яку спричинює вірус Ебола. До того, 29 грудня 2015 року країну було визнано вільною від циркуляції вірусу Ебола серед людей. Цього разу у одному з сіл було звернено увагу на 3 незрозумілі смерті (на сьогодні це підозрювані випадки хвороби, яку спричинює вірус Ебола), а в родичів померлих спостерігали прояви, які є характерними для цієї хвороби. У родичів покійних, матері та її 8-річної доньки було підтверджено в ПЛР наявність у крові РНК вірусу Ебола. У цій префектурі розпочаті комплексні протиепідемічні заходи. Іде спостереження за більше ніж 800 контактами. ВООЗ продовжує наголошувати, що Сьєрра-Леоне, Ліберія та Гвінея, як і раніше схильні до ризику відновлення спалаху хвороби, в основному через наявність вірусної персистенції у деяких дітей, що вижили після хвороби. Ці країни повинні залишатися в стані підвищеної готовності до відповіді на появу нових випадків. 21, 26 та 28 березня 2016 року наявність хвороби, яку спричинює вірус Ебола, як причину смерті, було верифіковано у 3-х померлих раніше в одному з гвінейських сіл субпрефектури Коропара, яка входить до префектури Нзерекоре, що довело загальну кількість нових випадків до п'яти. Загалом станом на 27 березня 2016 року спостерігають за 1033 контактами, з яких 171 є контактами високого ризику. У карантині знаходився один пацієнт із підозрою на хворобу. Цих контактних осіб було вакциновано в південних префектурах Гвінеї Нзерекоре і Мацента. Вакцина VSV-EBOV на даний час, як було встановлено у великому випробуванні в 2015 році, є досить ефективною в запобіганні поширенню хвороби, яку спричинює вірус Ебола. З тих пір цю вакцину було використано в Сьєрра-Леоне, щоб запобігти поширенню спалаху там, і тепер, в черговий раз, в Гвінеї. Стратегія вакцинації включає необхідність вакцинувати всіх, хто вступає в контакт із людиною, інфікованою вірусом Ебола, а також їхні контакти. Оцінка ситуації, яка виникла внаслідок цього нового спалаху, є обнадійливою, адже зараження відбулось з відомого людського осередку, а не через відновлення передачі інфекції від тварин. 1 квітня 2016 року міністерство охорони здоров'я Ліберії повідомило ВООЗ про новий випадок хвороби, яку спричинює вірус Ебола, на теренах країни та відновлення циркуляції вірусу Ебола. Померла 30-ти річна жінка у шпиталі в Монровії була посмертно протестована на наявність вірусу Ебола, результат виявився позитивним. Чоловік цієї жінки помер ще раніше, відомо, що родина приїхала з Гвінеї, де відбулася також поява нових випадків захворювання. У одного із хлопців родини також підтверджено інфікування, інші члени родини знаходилися в карантині. Проведений пошук інших контактів.

### Поширення до США
США повідомили, що двоє жителів країни заразилися на гарячку Ебола при наданні волонтерської лікарської допомоги місцевим хворим у Ліберії. Хворі громадяни США були доставлені літаком для лікування в медичні заклади Центрів із контролю та профілактики захворювань в Атланті, штат Джорджія, з усіма епідеміологічними пересторогами. Один із доставлених отримав експериментальні ліки, які до цього не пройшли ще повноцінні клінічні тести. Внаслідок цього обидва пацієнти вийшли з критичного стану. 30 вересня 2014 року Панамериканська організація охорони здоров'я та ВООЗ були сповіщені про перший підтверджений випадок гарячки Ебола, який виник безпосередньо в США. Людина, яка здоровою приїхала з Ліберії 20 вересня 2014 р., захворіла на гарячку Ебола 24 вересня 2014 р. Хворий звернувся по допомогу 26 вересня 2014 р., але був ізольований лише 28 вересня 2014 р. у Техаській пресвітеріанській лікарні. Результати досліджень крові й рідин організму хворого підтвердили наявність у нього вірусу Ебола. Велось спостереження за тими людьми, що на території США були в контакті з ним із 24 вересня 2014 р. аж до моменту його ізоляції. Хворий помер 8 жовтня 2014 р. від гарячки Ебола у стаціонарі м. Даллас. Там же підтвердився діагноз хвороби, яку спричинює вірус Ебола, у медичної сестри Ніни Фам, яка надавала допомогу першому пацієнтові у США, у якого гарячка Ебола розпочалася за межами Західної Африки — ліберійцеві Томасові Данкану, що помер у лікарні Далласа. Вона стала першою особою, що заразилася цією смертельно небезпечною хворобою на терені США. 15 жовтня 2014 року ще одна медична сестра, яка доглядала за померлим Томасом Данканом, захворіла на хворобу, яку спричинює вірус Ебола. Поведені пошуки тих, з ким вона могла контактувати. Станом на 7 листопада 2014 року поширення хвороби не зареєстровано, обидві медичні сестри мають 2 негативні тести на РНК вірусу Ебола і виписані додому.

### Поширення до Європи

#### Іспанія
Іспанія репатріювала для лікування іспанського священника — першого європейця, що заразився на гарячку Ебола. Незважаючи на експериментальне лікування він помер. Велика Британія 25 серпня 2014 р. сповістила, що перший британець, який заразився в Західній Африці на хворобу, яку спричинює вірус Ебола, медичний волонтер, що працював у Сьєрра-Леоне, доставлений для лікування до Лондону. 30 серпня 2014 року ВООЗ офіційно сповістила про поширення епідемії до Сенегалу. Зараження хворого — 21-річного жителя Гвінеї відбулось у його країні. Він захворів ще 20 серпня 2014 року, по приїзду до Дакару гарячка Ебола своєчасно не була розпізнана, через що відбулось багато контактів цього хворого з громадянами Сенегалу. Хворий був госпіталізований у інфекційний стаціонар лише 26 серпня. Влада Сенегалу провела виявлення контактних й забезпечила проведення необхідних протиепідемічних заходів. Іспанія сповістила про захворювання на гарячку Ебола своєї громадянки — медичної сестри, яка була в команді з догляду за одним із медичних волонтерів-священників, які захворіли на гарячку Ебола у Західній Африці й були доправлені на лікування на батьківщину. Це перший випадок захворювання внаслідок вторинного зараження медичного працівника на хворобу, яку спричинює вірус Ебола, за межами Західної Африки. Ще трьох людей, які були в контакті з захворілою, шпиталізували до карантину. Медична сестра, яка лікувалась у Мадриді, повністю видужала, в неї отримані 2 негативні тести на гарячку Ебола. Серед контактних не зареєстровано жодного випадку зараження. На 10 грудня 2014 року Іспанія визнана такою, яка звільнилась від гарячки Ебола.

#### Велика Британія
29 грудня 2014 року ВООЗ сповістила, що виявлений перший у Великій Британії випадок хвороби, яку спричинює вірус Ебола, в жінки — медичного волонтера, яка приїхала з Сьєрра-Леоне до Глазго 28 грудня. Вона добиралася до рідного місця через Марокко не маючи ознак хвороби, однак по приїзду в неї розвинулася гарячка і міалгії, через що її на ранок 29 грудня шпиталізували до інфекційного блоку Гарнавельського госпіталю в Глазго, де підтвердили ураження вірусом Ебола, а потім перевели 30 грудня для лікування до Королівського госпіталю в Лондон. Станом на 25 січня 2015 року після проведеного лікування хвора видужала, 23 січня в неї був отриманий другий негативний результат тестування на вірус Ебола, наступного дня вона була виписана з лікарні. У жодного з людей, які були в контакті з нею, протягом 21-денного періоду спостереження не було виявлено жодних ознак хвороби, яку спричинює вірус Ебола. 6 березня 2015 року Велика Британія була визнана вільною від гарячки Ебола. 6 жовтня 2015 року пацієнт був госпіталізований через захворювання, що тлумачать як пізнє ускладнення хвороби, яку спричинює вірус Ебола. Пацієнт мав 62 тісні контакти, за ними спостерігали. Станом на 13 жовтня 2015 року 26 із цих контактів отримали вакцинацію експериментальною вакциною rVSV-ZEBOV. Станом на 15 листопада 2015 року усі контакти пройшли 21-добовий термін без появи клінічних симптомів хвороби.

#### Італія
12 травня 2015 року ВООЗ отримала повідомлення про перший підтверджений випадок хвороби, яку спричинює вірус Ебола, в Італії.
Італійський волонтер, який працював у медичному центрі по лікуванню гарячки Ебола в Сьєрра-Леоне, повернувся з цієї країни 7 травня 2015 року, а 10 травня в нього з'явилися ознаки хвороби. Через запроваджений у країні моніторинг на гарячку Ебола людей, що повертаються з епідемічних по цій хворобі країн, він був швидко виявлений і перевезений із всіма пересторогами на лікування до Риму. Наявність РНК вірусу Ебола було підтверджено в сертифікованій лабораторії. Усі контакти хворого станом на 10 червня 2015 року (21 день спостереження) не мали ознак хвороби. Надалі, в Італії відбулися заходи, направлені на забезпечення непоширення хвороби на її території після виникнення випадку захворювання у волонтера, що прибув з Сьєрра-Леоне. Він був виписаний зі стаціонару 10 травня 2015 року після отримання 2-х негативних результатів на вірус Ебола. Виявлено і спостережено 19 контактів, у яких протягом інкубаційного періоду симптомів хвороби не виявлено та позитивних результатів обстеження на вірус не отримано. 20 липня 2015 року Італія визнана вільною від циркуляції гарячки Ебола, адже минув 42-денний термін після останнього негативного результату ПЛР на наявність РНК вірусу Ебола у єдиного італійського хворого і жодних нових випадків захворювання виявлено не було.

#### Випадки хвороби у країнах Європи, куди доправляли захворілих з основного осередку в Західній Африці
У клініці Лейпцига 14 жовтня 2014 р. помер від хвороби, яку спричинює вірус Ебола, працівник місії ООН, громадянин Судану, якого доправили на лікування з Ліберії. Медики боролися за його життя з 9 жовтня. Чоловік став першим померлим від гарячки Ебола на території Німеччини. На лікуванні в цій країні перебувало ще двоє пацієнтів із Західної Африки. Один із них уже одужав, а інший пройшов інтенсивну терапію у Франкфурті.

### Кількість захворілих і померлих
Загалом у 10 країнах (Гвінея, Сьєрра-Леоне, Ліберія, Нігерія, Сенегал, Малі, США, Іспанія, Велика Британія, Італія) поширення епідемії хвороби, яку спричинює вірус Ебола, станом на 1 квітня 2016 року (118-й тиждень епідемії) з початку січня 2014 р. (1-й тиждень епідемії) зареєстровано 28 647 випадків хвороби, зокрема 11 324 смерті. Збільшення кількості випадків і смертей відбулось через виявлення 5 нових станом на 28 березня 2016 року в Гвінеї та одного смертельного у Ліберії станом на 1 квітня 2016 року. У 7 з цих країн (Нігерія, Сенегал, Малі, США, Іспанія, Велика Британія, Італія) поширення гарячки Ебола відбулось внаслідок завозу з основного осередку (Гвінея, Сьєрра-Леоне, Ліберія) і на сьогодні є зупиненим. Таким чином, загалом за час епідемії у 881 медичного працівника підтверджено наявність гарячки Ебола, зокрема померло 513. У Сьєрра-Леоне 7 листопада 2015 року сплив термін відсутності нових випадків захворювання, який дав право ВООЗ оголосити цю країну вільної від епідемії, яку спричинює вірус Ебола. Нових випадків у Сьєрра-Леоне не зафіксовано, термін для визнання цієї країни вільною від хвороби, яку спричинює вірус Ебола, сплив 17 березня 2016 року. Станом на 18 березня 2016 року епідемію хвороби, яку спричинює вірус Ебола, не визнано припиненою через виникнення щонайменше 2-х нових підтверджених випадків хвороби у Гвінеї та 1 нового смертельного випадку 1 квітня 2016 року в Ліберії. Разом із цим 29 березня 2016 року 9-е засідання Комітету з надзвичайних ситуацій, яку скликала Генеральний директор ВООЗ Маргарет Чен відповідно до статуту Міжнародних медико-санітарних правил (ММСП) 2005 року по відношенню до ситуації з хворобою, яку спричинює вірус Ебола, яка спричинила спалах у Західній Африці у 2014—2016 роках, вирішило, що, як і очікувалося, нові кластери випадків продовжують відбуватися через реінтродукцію вірусу, який покидає людей, що перенесли хворобу, хоча частота кластерів зменшилась. Дванадцять таких кластерів було виявлено на сьогоднішній день, останнього з яких було зареєстровано 17 березня 2016 року в Гвінеї, де хвороба ще триває. Комітет був вражений тим, що на сьогоднішній день усі ці кластери були швидко виявлені, на них дана швидка адекватна епідеміологічна відповідь, що дозволило обмежити передачу на відстань не більше двох поколінь випадків в 11 кластерах, які на сьогодні зупинені. Комітет представив Генеральному директору ВООЗ свою думку про те, що передача вірусу Ебола в Західній Африці більше не є незвичайною подією, що ризик міжнародного поширення на сьогодні є низьким, і що ці країни показали на даний час здатність швидко реагувати на виявлення нових випадків. На підставі рекомендації Комітету і її власної оцінки ситуації, Генеральний директор скасувала надзвичайну ситуацію щодо хвороби, яку спричинює вірус Ебола, в Західній Африці. Відповідно до ММСП 2005 року Генеральний директор припинила дію тимчасових рекомендацій, які було видано по відношенню до цієї події, і відновили дію тих положень, які прописано в ММСП. Вона підтвердила важливість негайного зняття будь-яких обмежень на поїздки і торгівлю з країнами Західної Африки, де вирувала епідемія. Міністерство охорони здоров'я Ліберії відзначило, що 29 квітня 2016 року з стаціонару виписали останнього на сьогодні пацієнта та закінчили нагляд за його контактами. Таким чином, країна почала відлік 42 днів без нових випадків, що дасть змогу Ліберію оголосити вкотре вільною від циркулювання вірусу Ебола. У Гвінеї ще 19 квітня виписали останнього пацієнта в цій країні, 42-денний термін спостереження має сплисти 31 травня 2016 року.
9 червня 2016 року ВООЗ задекларувала закінчення найтяжчої епідемії гарячки Ебола в світі, зафіксувавши зокрема в Ліберії спливання 42-денного терміну від останнього негативного тесту на вірус Ебола в останнього зареєстрованого хворого у цій країні. Відповідні терміни спливли у Сьєрра-Леоне 17 березня 2016 року та у Гвінеї 1 червня 2016 року. Згідно розрахунків епідемія 2014—2016 років нанесла трьом країнам Західної Африки (Гвінея, Ліберія, Сьєрра-Леоне) сукупний економічний збиток у 2,2 більйона (1012) доларів США.
Детальніші відомості з цієї теми ви можете знайти в статті Епідемія гарячки Ебола в Західній Африці (2014–2016).

## Спалахи у ДР Конго 2017—2020 року
ВООЗ 13 травня 2017 року повідомило міжнародну спільноту про спалах хвороби, яку спричинює вірус Ебола, на півночі країни, біля кордону з Центральноафриканською республікою. З 22 квітня 2017 там зареєстровано 9 випадків, з яких 3 закінчилися смертю. Шестеро хворих знаходилися на стаціонарному лікуванні, в досліджених матеріалах, узятих від хворих, виявлено у ПЛР РНК, що належить вірусу Ебола субтипу Заїр. З 10 травня в регіоні працювала комплексна медична група, яка з'ясувала, що першим хворим цієї епідемії був 39-річний місцевий житель, в якого 22 квітня з'явилися геморагічні прояви і гарячка, а невдовзі після прибуття його до медичного закладу, він помер. Від нього заразилися двоє людей — медичний працівник, що доглядав його, і водій мототаксі, який його перевозив до стаціонару. Влада країни провела разом із міжнародними медичними організаціями необхідні протиепідемічні заходи. Станом на 5 червня 2017 року в країні продовжувалась епідемія хвороби, яку спричинює вірус Ебола. Було зареєстровано ще декілька підозрюваних нових випадків захворювання, в тому числі й ті, які підтверджено ретроспективно, хоча як вважають дослідники, усі нові випадки виникли від відомих джерел інфекції. У районах поширення хвороби продовжували здійснювати необхідні протиепідемічні заходи Станом на 8 червня 2017 року в країні з 17 травня 2017 року не зареєстровано нових підтверджених випадків хвороби. Таким чином із початку епідемії зафіксовано 5 підтверджених випадків хвороби і 3 підозрюваних, з них померло 4, що становить 50 % летальності. Продовжені спостереження за контактними особами, проведені необхідні протиепідемічні заходи із залученням допомоги міжнародних інституцій. 2 липня 2017 року ВООЗ повідомила світову спільноту про закінчення спалаху хвороби у ДР Конго.
5 квітня 2018 року міністерство охорони здоров'я цієї країни повідомило ВООЗ про початок нового, дев'ятого спалаху цієї хвороби. У померлого підтверджено наявність вірусу Ебола. Ще у 11 хворих із симптомами, які були в померлого, також підтверджено наявність цього вірусу. 5 тижнів тому повідомлялося про смерть 17 мешканців одного села на північному заході країни. Однак проведене обстеження не підтвердило наявність вірусу. Проведено необхідні протиепідемічні заходи. З 4 квітня по 13 травня 2018 року зафіксовано 39 випадків, смертю закінчилися 19 (летальність 49 %), померло троє медичних працівників. Станом на 15 травня кількість випадків досягла 44 при 23 смертях (летальність 52 %). Хоча ВООЗ не визнала цей спалах надзвичайною ситуацією в міжнародному масштабі, але розпочато програму вакцинації вакциною rVSVΔG-ZEBOV 24 липня 2018 року ВООЗ повідомила про закінчення цього спалаху. Станом на 24 липня 2018 року було зареєстровано 54 випадки захворювання (38 підтверджених та 16 ймовірних), захворювання відбувалися в період з 5 квітня по 2 червня 2018 року. 33 хворих загинуло (летальність 61 %).
1 серпня 2018 року міністерство охорони здоров'я цієї країни повідомило ВООЗ про наявність нового 10-го спалаху, який відбувся за тисячі кілометрів від попереднього у провінції Північна Ківу на кордоні з Руандою та Бурунді. Упродовж першого тижня серпня виявлено 44 випадки хвороби, з яких 17 є лабораторно підтвердженими. Померло 36 хворих, захворіло двоє медичних працівників, один із них помер. Розпочато активну імунізацію вакциною проти гарячки Ебола. Проведені необхідні протиепідемічні заходи. Станом на 22 серпня 2018 року зареєстровано 103 випадки хвороби (померло 63 хворих), на хворобу заразилися 14 медичних працівників (1 помер). Станом на 16 жовтня 2018 року в країні зареєстровано 220 випадків хвороби, включаючи 145 померлих. Уражено 20 медичних працівників, з яких троє померли. Здійсненню широких протиепідемічних заходів в осередках завадила відсутність там контролю з боку державної влади через військове протистояння з повстанцями. Станом на 30 квітня 2019 року епідемія не припинилася, зареєстровано 1495 підтверджених випадків, померло 984 з них, летальність склала 66 %. У деяких регіонах поширення хвороби сталися збройні напади на медичних працівників. 3 травня в Катві була піддана нападу команда «Безпечне і гідне поховання» після завершення обряду поховання померлого від хвороби. У Бутембо і навколишніх зонах охорони здоров'я багаторазово припинялися заходи з реагування на епідемію через низку серйозних інцидентів із безпеки, що відбулися з 4 по 6 травня 2019 року. 8 травня в центр міста проникла група з понад 50 озброєних людей. Сили безпеки відбили атаку після інтенсивного стрільби у безпосередній близькості від приміщення для медичного персоналу. Ці інциденти, пов'язані з безпекою, і, внаслідок цього, відсутність доступу до спільнот, що постраждали від хвороби, залишаються серйозною перешкодою для реагування, коли команди не в змозі здійснювати надійне спостереження та не забезпечують необхідного лікування та вакцинації. Поточні напади викликають побоювання, закріплюють недовіру, а також ускладнюють безліч проблем, з якими вже зіткнулися працівники охорони здоров'я. Без зобов'язань усіх бойових груп припинити ці напади, малоймовірно, що ця епідемія може бути успішно подолана в провінціях Північного Ківу та Ітурі. Епідемія поширилася на Уганду, яка оголосила у зв'язку з цим надзвичайний стан реагування. Захворіла 5-річна дитина, яка з сім'єю їздила на похорони дідуся, що помер від гарячки Ебола, до Конго.
17 липня 2019 року в Женеві генеральний директор ВООЗ Тедрос Адханом Гебрейєсус оголосив спалах хвороби у ДР Конго надзвичайною ситуацією в галузі міжнародної охорони здоров'я з відповідними заходами міжнародного рівня. Заява зроблена після засідання Міжнародного комітету з питань надзвичайних ситуацій у сфері охорони здоров'я в ДР Конго. Комітет посилався на останні події, що відбулися, включаючи перший підтверджений випадок у Гомі, місті майже з двомільйонним населенням на кордоні з Руандою, і воротами до решти країн регіону і світу. З моменту проголошення майже рік тому спалах був класифікований як надзвичайний рівень 3 (найсерйозніший рівень для ВООЗ), що зумовлює найвищий рівень мобілізації від ВООЗ. Організація Об'єднаних Націй також визнала серйозність надзвичайної ситуації, активізуючи масштабну систему гуманітарної системи для підтримки відповіді на спалах. Міжнародний комітет із питань надзвичайних ситуацій у сфері охорони здоров'я в ДР Конго надав конкретні рекомендації, пов'язані з цим спалахом..
14 квітня 2020 року генеральний директор ВООЗ Тедрос Аданом Гебреїсус продовжив статус спалаху хвороби в ДР Конго як надзвичайну ситуацію в галузі міжнародної охорони здоров'я з відповідними заходами реагування міжнародного рівня. З 1 серпня 2018 року у країні виявлено 3458 випадків хвороби у 29 медичних зонах, з них померло 2277 (летальність 66 %). Було наголошено, що нові випадки, що сталися у місті Бені практично через 40 днів після останнього негативного результату дослідження ПЛР у хворого в країні, пов'язані зі складною криміногенною ситуацією у районі, неможливістю повноцінно залучили громаду в процесі ліквідації епідемії, зменшеними можливостями охоплення вакцинацією населення, в тому числі, через зниження фінансування ВООЗ із початку 2020 року. ВООЗ використала свої надзвичайні кошти для підтримки епідеміологічних та громадських заходів у галузі охорони здоров'я. Страждає і рівень доставки вакцин до Конго через пандемію коронавірусної хвороби 2019. 11-й спалах у ДР Конго оголошено 1 червня 2020 року після того, як у районі Мбандака провінції Екватур було виявлено декілька випадків. Аналіз генетичного секвенування вірусу показав, що він в останньому спалаху відрізняється від попереднього, що потрапив у той самий регіон у 2018 році. Триває розслідування, щоб визначити джерело нового спалаху, але ймовірно, що він прийшов із тваринного джерела. 25 червня 2020 року ВООЗ оголосила про припинення 10-го спалаху хвороби у ДР Конго, загалом під час його зареєстровано 3470 випадків хвороби, 2287 загиблих і 1171 постраждалий.
Разом із тим у деяких регіонах країни продовжується 11-й спалах хвороби. Кількість випадків поточного 11-го спалаху в ДР Конго досягла 100, майже вдвічі збільшившись трохи більше ніж за п'ять тижнів. Цей останній спалах був оголошений 1 червня 2020 року в провінції Екватур. Скупчення випадків спочатку було виявлено в Мбандаці, столиці провінції. З тих пір спалах поширився на 11 із 17 зон здоров'я провінції. Зі 100 повідомлених випадків 96 підтверджено, а чотири ймовірні. Сорок три людини померли. Станом на кінець серпня 2020 року на ліквідації спалаху працювало 90 експертів ВООЗ, а також експерти з майже 20 партнерських організацій. З початку спалаху ВООЗ підтримала вакцинацію понад 22 600 осіб, що входили до групи високого ризику.
18 листопада 2020 року ВООЗ повідомила про закінчення 11-го спалаху в ДР Конго, адже термін відсутності нових випадків хвороби у 42 дні сплив ще 6 жовтня. З 1 червня зареєстровано 119 підтверджених випадків, 11 ймовірних, померло 55, тоді як 75 видужало. Пріоритетними напрямками боротьби під час цього спалаху реакції були посилення діагностичних можливостей, профілактика та контроль передачі хвороби у закладах охорони здоров'я та громадах, кільцева вакцинація контактних, щеплення медичних працівників, лікування моноклональними антитілами пацієнтів, підтримка безпечних і гідних поховань, комунікація ризиків і залучення громад, встановлення 52 пунктів контролю в'їзду або контрольних точок для відстеження руху населення.

## Спалахи 2021 року
7 лютого 2021 року МОЗ ДР Конго сповістило про 1 підтверджений випадок хвороби у провінції Північне Ківу. Розслідується, чи це є новим спалахом чи продовженням епідемії 2018—2020 років, яка відбувалася провінціях Північне Ківу, Ітурі та Південне Ківу. Станом на 8 лютого 2021 року було встановлено 117 контактів, які перебувають у стадії подальшого спостереження. 3 травня 2021 року владою країни заявлено, що спалах припинено, бо після останнього випадку від 21 березня минув 42-денний термін спостереження за територією без виникнення нових випадків хвороби.
14 лютого 2021 року уряд Гвінеї оголосив про спалах хвороби, яку спричинює вірус Ебола, в сільській громаді Гуке в префектурі Нзерекоре упродовж 18 січня — 13 лютого після того, як національна лабораторія підтвердила три нові випадки захворювання в країні з моменту закінчення епідемії 2016 року. Під час розслідування встановлено, що 51-річна медсестра з місцевого медичного закладу померла 28 січня 2021 року після того, як захворіла 18 січня, мала гарячку, кровотечі, ознаки інтоксикації. 23—24 січня була консультована місцевим лікарем. Після її поховання 1 лютого шість людей, з яких п'ятеро членів її сім'ї, що брали участь у похоронах, та лікар, що її консультував, повідомили про симптоми, подібні до перебігу хвороби, і п'ятеро з них померли. Зразки підтверджених випадків були надіслані до інституту Пастера в Сенегалі для повного секвенування геному для виявлення ізоляту вірусу Ебола. Через те, що епіцентр поточного спалаху знаходиться в прикордонній зоні, ВООЗ співпрацювала з органами охорони здоров'я Ліберії та Сьєрра-Леоне з метою посилення спостереження за справами у їхніх прикордонних районах, а також зміцнення їхньої спроможності проводити тестування на наявність випадків та проводити нагляд за станом здоров'я об'єктів. ВООЗ звернувся з такими ж пропозиціями до Кот-д'Івуару, Малі, Сенегалу та інших країн, що перебувають у зоні ризику в цьому регіоні. Станом на 15 лютого йшло активне спостереження за 192 виявленими контактами. 19 червня 2021 року МОЗ Гвінеї заявило про закінчення спалаху цього року. За період від початку спалаху 14 лютого 2021 року виявлено 23 випадки, з яких 12 закінчилися смертю (летальність 52,17 %).
8 жовтня 2021 року МОЗ ДР Конго повідомило про новий спалах хвороби у провінції Північне Ківу, де відбулася попередня епідемія, що була визнана закінченою 3 травня 2021 року. Зареєстровано 4 смерті, діагноз підтверджено лабораторно. Проводяться відповідні протиепідемічні заходи, йде спостереження за виявленими контактами. 16 грудня 2021 року МОЗ цієї країни повідомило про закінчення цього спалаху. За час із 8 жовтня 2021 року виявлено 11 хворих, 8 з яких померли.

## Спалахи 2022 року
Міністерство охорони здоров'я ДР Конго оголосило 28 квітня 2022 року про черговий спалах хвороби. Було виявлено 2 хворих. Станом на 27 квітня виявлено 267 контактів. Застосовані відповідні протиепідемічні заходи. 4 липня 2022 року МОЗ країни оголосило про закінчення спалаху. Загалом виявлено 5 хворих, всі померлі.
21 серпня 2022 року МОЗ ДР Конго сповістило про новий спалах хвороби через виявлення 1 підтвердженого смертельного випадку. 27 вересня 2022 року МОЗ цієї країни оголосило про закінчення цього спалаху.
20 вересня 2022 року МОЗ Уганди повідомило ВООЗ про спалах різновиду хвороби Ебола — суданської вірусної хвороби, вперше з 2014 року, який спричинив вид вірусу Ебола Судан. Станом на 25 вересня виявлено 36 випадків, з яких 23 закінчилися смертю хворих. Захворювання відбулися в округах Мубенде, Кьєгегва і Кассанда. Станом на 26 жовтня 2022 року в країні підтверджено 115 випадків хвороби, померло 32 (летальність — 27,8 %). 15 захворілих, з яких 4 померло, є медичними працівниками. 11 січня 2023 року МОЗ Уганди повідомило про закінчення спалаху суданської вірусної хвороби, яким було уражено 9 зі 146 районів країни, захворіло 164 людини, 77 з яких померло; з них захворіло 19, а померло 7 працівників охорони здоров'я

## Спалахи 2025 років
З моменту оголошення спалаху варіанту хвороби, яку спричинює вірус Ебола, — суданської вірусної хвороби (англ. Sudan virus disease (SVD)) в Уганді 30 січня 2025 року та станом на 5 березня 2025 року було зареєстровано загалом 14 випадків (включаючи 12 підтверджених випадків і два ймовірних), у тому числі чотири смерті (два підтверджених і два ймовірних). 1 березня 2025 року Міністерство охорони здоров’я оприлюднило прес-заяву, в якій підтвердило десятий випадок. Станом на 5 березня 2025 року в Кампалі, Нтороко та Вакісо було виявлено 492 контакти, які перебувають в активному спостереженні. За відсутності ліцензованих вакцин і терапевтичних засобів для профілактики та лікування існує високий ризик потенційного серйозного впливу на здоров’я населення. Суданський вірус  належить до кластеру вірусу Ебола.

## Етіологія
Збудники гарячки Ебола — РНК-вмісні віруси, що належать до роду Ebolavirus, родини Filoviridae. У цю родину входить ще вірус Марбург, який також у XX ст. спричинив низку резонансних епідемій. У складі вірусу Ебола є глікопротеїн, який може виявлятись у розчинній формі й спричиняти різке підвищення проникності, судинні масивні кровотечі. Рід Ебола має п'ять різних видів: Заїр, Судан, Таї Форест (раніше — Кот-д'Івуар), Бундібуджо і Рестон. У людини клінічно виразні прояви хвороби зумовлюють тільки перші 4 з них. Для виду Рестон характерний безсимптомний перебіг у людей, у них виявляють антитіла до цього підтипу і, на сьогоднішній день, серйозних захворювань або випадків смерті у людей не зареєстровано. Великі спалахи геморагічної гарячки Ебола в Африці з високою летальністю (до 90 %) спричиняють види Заїр, Судан і Бундібуджо. Вид Заїр породив останню найтяжчу епідемію 2014—2015 рр., яка триває й досі в Західній Африці.
Детальніші відомості з цієї теми ви можете знайти в статті Ебола (вірус).

## Епідеміологічні особливості

### Джерело і резервуар інфекції
Природний осередок вірусу Ебола, найвірогідніше, розташований у вологих лісах африканського континенту і районах Західної частини Тихого океану. Радше джерелами інфекції є фруктоїдні кажани таких видів: Hypsignathus monstrosus, Epomops franqueti й Myonycteris torquata і, можливо, дрібні наземні гризуни (на цей час вірус виділили лише від декількох особин кажанів, мишей та бурозубок в Африці). Експериментальні зараження кажанів не призводили до їх смерті, що дало підставу підозрювати їх як головне джерело і резервуар інфекції. Дослідження показали, що обмежена циркуляція вірусу можлива серед кажанів, яких було виловлено у дикій природі в Китаї і Бангладеш.
У Кот-д'Івуарі, Республіці Конго і Габоні є документально підтверджені випадки інфікування людей вірусом Ебола в результаті контакту із зараженими шимпанзе, горилами, лісовими антилопами, їжатцями, як мертвими, так і живими. З трупів цих тварин вірус було виділено. Мавпи, антилопи, їжатці, однак, не є первинним джерелом чи резервуаром інфекції в природі, а є випадковим, позаяк у них, як і в людей, розвивається гостре захворювання, нерідко з летальним наслідком. Отримано також повідомлення про передачу до людей вірусу Ебола підтипу Рестон при контакті з макаками та свинями, але без виникнення клінічного захворювання, а тільки з продукцією антитіл до цього виду вірусу Ебола. Виявлено в осередках епідемій безсимптомне ураження певної кількості собак, у яких відбувається вироблення антитіл до вірусу та які, як вважають, заражаються від людей або через контакти з тваринним падлом. Люди, які заразилися в природних умовах, стають інтенсивним вторинним джерелом інфекції для здорових осіб.

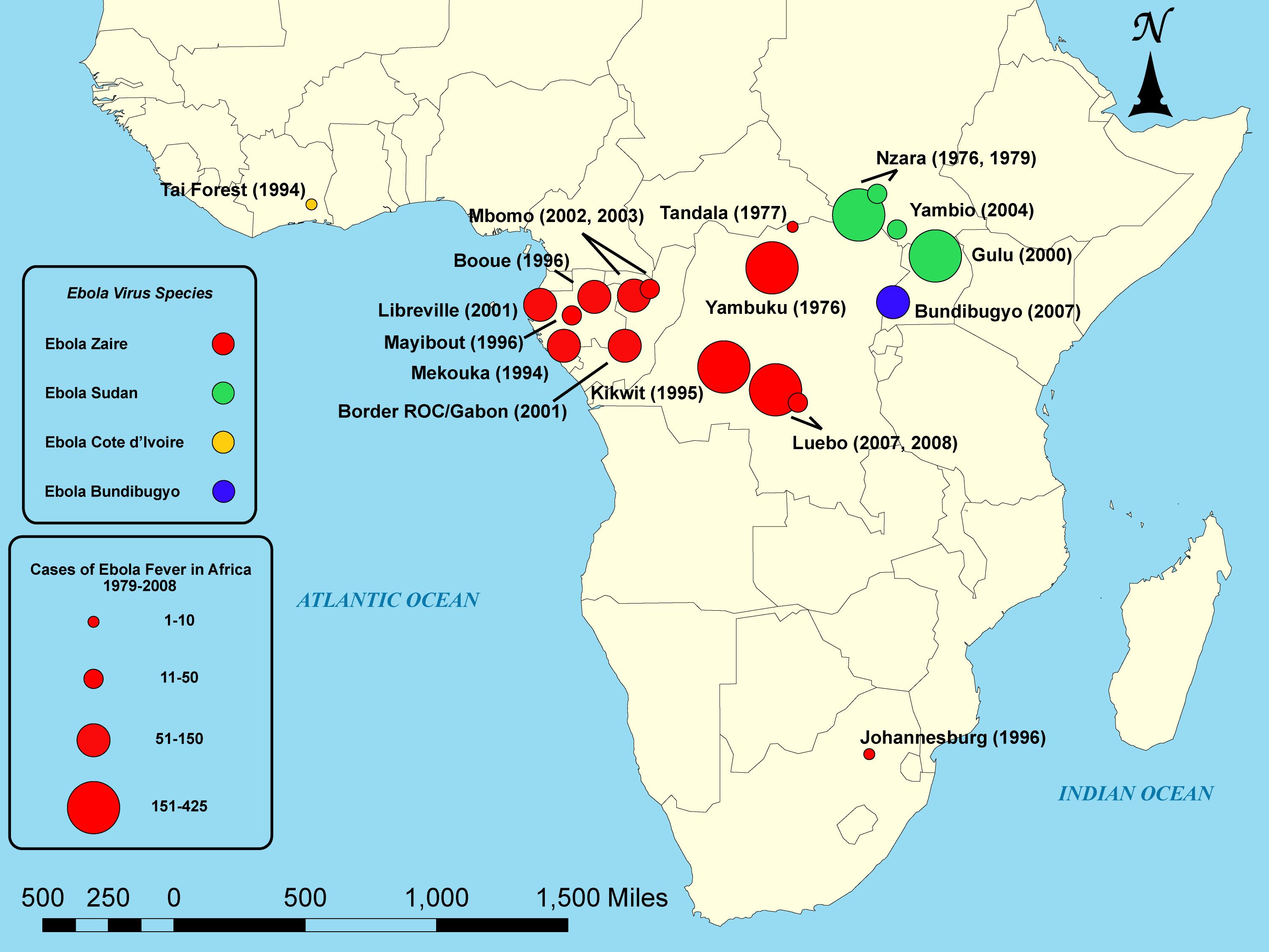
Мапа поширення гарячки Ебола в Африці до 2014 року.

### Механізм і шляхи передачі

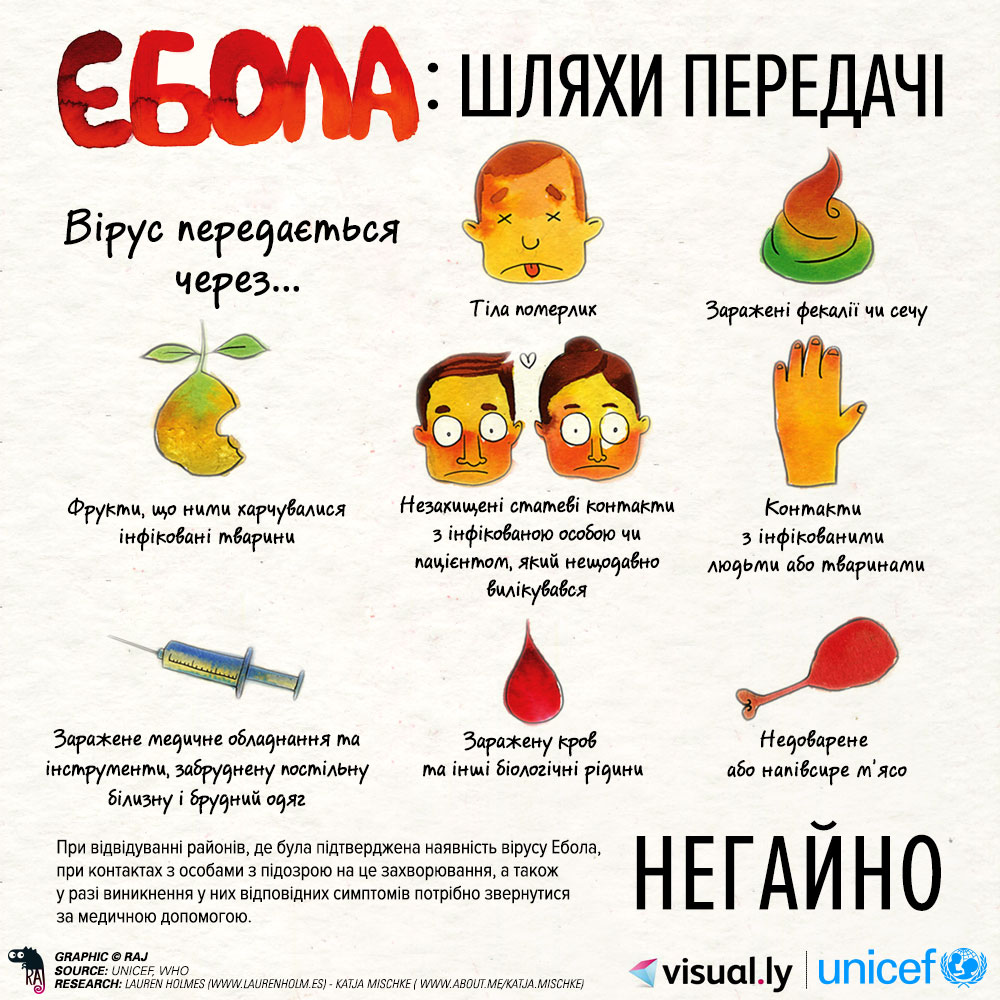
Постер ЮНІСЕФ

Вірус Ебола передається при прямому контакті з кров'ю, виділеннями, органами або іншими рідинами організму інфікованої людини, тобто реалізується контактний механізм передачі інфекції, який має різні шляхи реалізації. Мисливці часто заражаються при білуванні кажанів, мавп, інших заражених тварин, а потім передають інфекцію іншим людям. Похоронні обряди, під час яких присутні люди мають прямий контакт із тілом померлого, відіграють значну роль у подальшому поширенні вірусу Ебола серед людей. Працівники охорони здоров'я часто інфікуються вірусом Ебола під час догляду за пацієнтами унаслідок тісних контактів за відсутності відповідних заходів інфекційного контролю і належних бар'єрних методів захисту. Використання контамінованих (забруднених/незнезаражених) інструментів, приладів тощо у медичному закладі може приводити до зараження інших пацієнтів (не з гарячкою Ебола) — реалізується [[Гемоконтактний механізм передачі інфекції|гемоконтактний механізм із ятрогенною (обумовленою медичним втручанням) передачею]]. Вірус Ебола виявляють у багатьох рідинах (крові, випорожненнях, сечі, слині, виділеннях із носоглотки, спермі тощо), що обумовлює інтенсивний штучний (артифіціальний) контактно-побутовий шлях зараження (через випадкове порушення цілісності шкіри, слизових оболонок). Описано й статевий шлях зараження, якому на сьогодні приділяють значну увагу. Встановлено, що у спермі тих людей, що видужали від хвороби, вірус знаходили щонайменше через 9 місяців від початку хвороби. Є припущення, що цей термін більш тривалий. Припускають, що така тривала персистенція вірусу відбувається у рідині, яка омиває око, у центральній нервовій системі (ЦНС), грудному молоці тощо. Існує можливість випадкового потрапляння виділень від хворих людей до слизових носа, ротоглотки, очей здорових, які не були закриті масками чи захисними окулярами. У цьому випадку теж реалізується безпосередньо контактний механізм передачі інфекції. Фахівці ВООЗ заперечують можливість повітряно-крапельної передачі (іноді це ототожнюють із безконтактним передаванням, що не є правильним). Є певні відомості про штучний повітряно-крапельний механізм зараження. Так, канадським науковцям вдалося зафіксувати таку передачу вірусу від свиней до мавп у лабораторних умовах, але це стосується лише виду Рестон, який не є патогенним для людей, зараження відбулося у штучних умовах, але не в природі — тому не акцентується увагу на цьому і не вимагається посилення відповідних запобіжних протиепідемічних заходів, наприклад, використання ізолювальних дихальних апаратів тощо. Гарячка Ебола також не поширюється через їжу, воду, трансмісивно (тобто, через укус комах).

### Сприйнятливий контингент та імунітет
Індекс контагіозності досягає 95 %. Хворіють переважно дорослі. Хворі, які інфікувались у природних осередках, самі стають джерелом зараження у своїх сім'ях і лікарнях, де при тісному контакті відбуваються повторні зараження. Спалахи інфекції часто мають внутрішньолікарняний характер із зараженням, у першу чергу, медичного персоналу, який обслуговує хворих. Для гарячки Ебола характерні 3—5 послідовних передач вірусу. Зафіксовано випадки вторинного і третинного поширення інфекції серед персоналу госпіталів, а також передачі інфекції через інструментарій, контамінований кров'ю. Часті зараження медичних працівників через близький контакт із хворими без використання належного захисту. Відмічено, що захворювання медичних працівників також нерідко відбувається у тому населеному пункту, де вони працюють у стаціонарі, у вільний від роботи час, тобто тоді, коли вони не захищені відповідними засобами бар'єрного захисту. Це трапляється часто при відвідуванні місць великого скупчення людей, зокрема, ринків.
Летальність від гарячки Ебола висока. Антитіла до вірусу Ебола виявлені в 7 % населення Центральної Африки — жителів Камеруну, Нігерії, Гвінеї, Сенегалу, Центральноафриканської Республіки, Сьєрра-Леоне. Це свідчить про можливість випадків легкого і навіть субклінічного перебігу інфекції, що залишаються недіагностованими.

## Патогенез

### Ранній період
Вхідними воротами інфекції є слизові оболонки респіраторного тракту і мікротравми на шкірі. На місці вхідних воріт інфекції видимі зміни не розвиваються. Характерна швидка генералізація інфекції з розвитком загальної інтоксикації і тромбогеморагічного синдрому. Гострий початок захворювання з гарячки збігається з розвитком інтенсивної вірусемії з поліорганною дисемінацією збудника. Ураження клітин і тканин різних органів, імовірно, обумовлене як прямою цитопатичною дією вірусу, так і автоімунними реакціями. Є обґрунтоване припущення, що вірус Ебола через ряд патофізіологічних механізмів здатен гальмувати на ранній стадії хвороби імунну відповідь. Дослідження показали, що в тих людей, у яких така відповідь відбувалася, смертельних наслідків не було зафіксовано.

### Розгортання процесу
Розвиток порушень мікроциркуляції і реологічних властивостей крові проявляється капіляротоксикозом із тяжким геморагічним синдромом, периваскулярними набряками, синдромом внутрішньосудинного згортання. Дисемінована внутрішньосудинна коагуляція є провідним синдромом, що виявляється гістологічно. Патологічні зміни в органах у вигляді вогнищевих некрозів, розсіяних геморагій у клінічній картині виявляються ознаками гепатиту, інтерстиційної пневмонії, панкреатиту, запаленням яєчок (орхіту) тощо.

## Клінічні прояви

### Класифікація і загальні риси

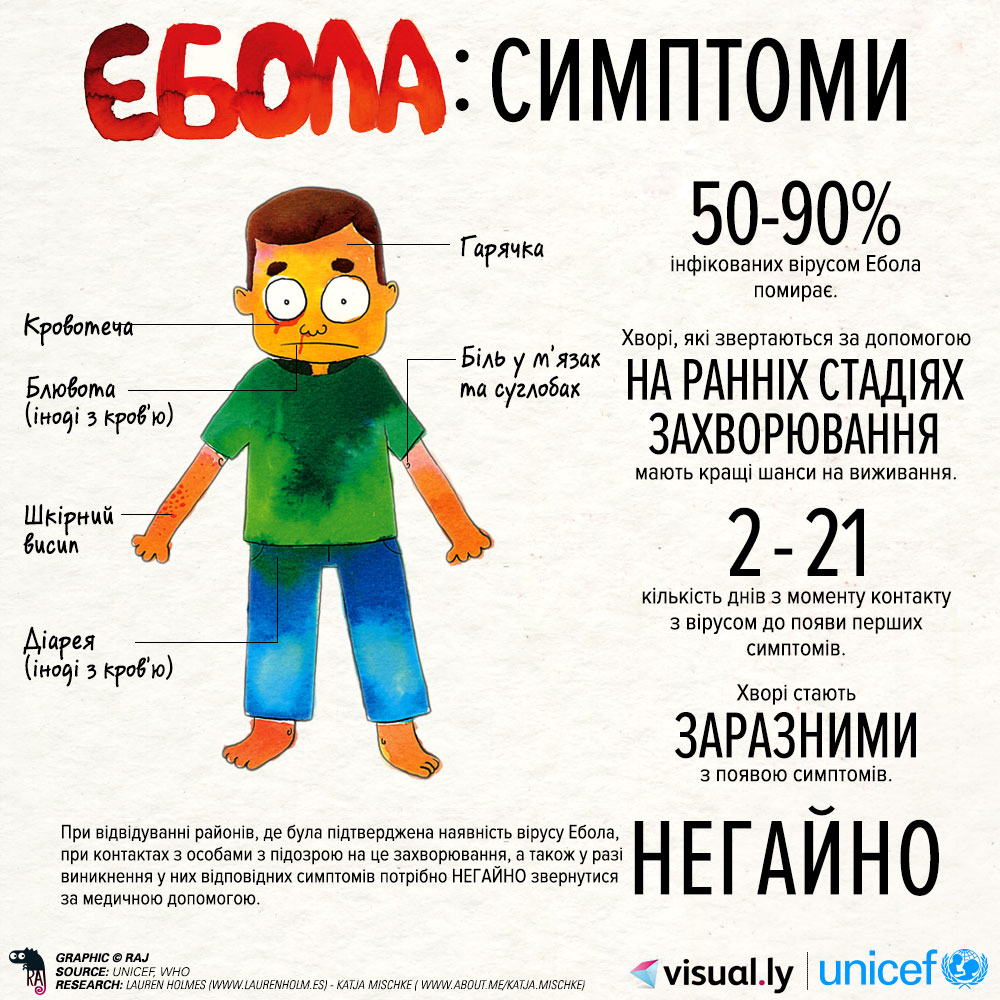
Постер ЮНІСЕФ

У МКХ-10 вирізняють «Хворобу, яку спричинює вірус Ебола» (А98.4.). У МКХ-11 цю хворобу розділяють на окремі захворювання залежно від виду вірусу рода Ебола, який її спричинив. Таким чином є заїрська, суданська вірусні хвороби, захворювання, яке спричинює вірус Таї Форест, Бундібуджо і Рестон.
Інкубаційний період становить від 4 до 21 днів (частіше 7—8 днів). Різна тяжкість хвороби і частота летальних наслідків при епідемічних спалахах у різних регіонах пов'язана з біологічними і антигенними відмінностями виділених штамів.

### Початковий період
Для гарячки Ебола характерний гострий початок із симптомів вираженої інтоксикації, швидке підвищення температури до 38—39 °C тривалістю 5—7 днів, сильний головний біль, біль у суглобах та м'язах. Дещо пізніше з'являється сухий кашель, сухість і пирхо́та в горлі, колючий біль у грудній клітці. На 2-й день хвороби з'являється біль у животі, нудота, пронос, в результаті чого можливий розвиток дегідратації. В окремих випадках може з'являтись плямисто-папульозний висип на 4—5-й день хвороби — спочатку на обличчі, потім на шкірі грудної клітки, здатний поширюватися й на інші частини тіла. Висип зберігається до 10—14-го дня хвороби, супроводжується лущенням шкіри, яке також спостерігають на долонях, підошвах. Характерний зовнішній вигляд хворого — гіперемія кон'юнктиви, глибоко запалі очі, нерухоме обличчя, загальмованість.

### Розгорнутий період
З 3—6-го дня хвороби можуть розвиватись дисфагія і геморагічний синдром, який проявляється шкірними і субкон'юнктивальними крововиливами, «кривавими сльозами», кровотечами з ясен, носа, матки, появою крові у блювотинні, випорожненнях, гематурією. Зовнішні кровотечі явно переважають над внутрішніми. Прогресуючи, хвороба призводить до сильного зневоднення і втрати маси тіла. На пізній стадії нерідко уражається ЦНС, виникає сонливість, марення або кома. Смерть може настати на 2-му тижні. У разі сприятливого перебігу хвороба триває декілька тижнів, прояви її зникають поступово. Астенізація триває місяцями.

## Ускладнення
Відбуваються численні кровотечі з розвитком ускладнень:
- геморагічний шок;
- крововиливи в надниркові залози з розвитком гострої їх недостатності;
- гостра серцево-судинна недостатність;
- набряк легень;
- набряк-набухання головного мозку (ННГМ);
- зрідка гостра печінкова недостатність.

Ці ускладнення можуть стати і безпосередніми причинами смерті. Може відбуватися активація або приєднання бактерійної інфекції переважно у вигляді сепсису через проникність кишкового бар'єру на пізніх стадіях і потрапляння у кров кишкової мікрофлори. У вагітних хвороба часто ускладнюється викиднями, у чоловіків — орхітом. Прогноз загалом несприятливий, летальність серед госпіталізованих хворих 60—90 %, при внутрішньолікарняних спалахах сягає 100 %.

## Діагностика
При встановленні діагнозу враховують передовсім перебування в ендемічній місцевості, де можна очікувати інфікування вірусом Ебола, гострий, нерідко раптовий початок хвороби, виражені з перших днів хвороби інтоксикаційний синдром, надалі появу тяжких розладів травної системи і геморагічного синдрому до рівня ДВЗ, поліорганність уражень, наявність макуло-папульозного висипу з характерною локалізацією і наступним лущенням.
Збудник гарячки Ебола віднесений до I групи особливо небезпечних патогенів (Україна) або до IV групи ризику за сучасними міжнародними стандартами ВООЗ, робота з ним або рідинами, тканинами, предметами, що його можуть містити, вимагає забезпечення максимального рівня захисту.

### Загальноклінічні методи
При дослідженні загального аналізу крові спостерігається лейкопенія, тромбоцитопенія, анемія, збільшена швидкість осідання еритроцитів (ШОЕ). Біохімічні методи дослідження — визначається гіпокаліємія, гіпонатріємія, зниження рівня білка в плазмі крові, підвищення активності амінотрансфераз, ацидоз, гіпокоагуляція. У загальному аналізі сечі — протеїнурія, іноді гематурія.

### Специфічна діагностика
ВООЗ рекомендує застосовувати такі методи:
- ІФА (ELISA) з виявленням IgM;
- тести виявлення антигену (англ. antigen-capture detection tests), які теж проводять в ІФА (ELISA);
- реакція нейтралізації;
- ПЛР із використанням зворотньої транскриптази (RT-PCR);
- електронна мікроскопія;
- виділення вірусу на клітинній культурі[104].

Вірус можна виявити методом ПЛР у будь-якому біологічному матеріалі, взятому від людини в перші 14 днів захворювання. Велика кількість вірусу міститься в крові, а також у паренхіматозних органах померлих. Вірус культивують і виділяють, заражаючи культури клітин, внутрішньоочеревинно морських свинок або шляхом внутрішньомозкового зараження новонароджених мишей. Високий вміст вірусу в крові і органах у гострому періоді дає можливість поставити діагноз на основі електронно-мікроскопічного обстеження. Для серологічної діагностики найінформативніші РНІФ та ІФА. При наявності специфічної сироватки метод РНІФ забезпечує діагностику хвороби шляхом виявлення антитіл у крові хворих вже на 5-й день хвороби. ІФА дає змогу окремо визначати антитіла класу IgG і IgM тільки на 2-му тижні хвороби. Також за наявності виготовленої сироватки, що містить моноклональні антитіла, можливе виявлення антигенів вірусу у відповідних тестах, які теж проводять в ІФА (ELISA). Реакція нейтралізації є найменш чутливою, дозволяє виявити наростання титру нейтралізуючих антитіл, тому проводиться в парних сироватках, які взяті з інтервалом у 7—10 днів. Електронна мікросокопія, виділення вірусу на культурі клітин не може бути використана в польових умовах і доступна лише референс-лабораторіям та потужним науковим центрам.
Доступними є швидкі діагностичні тести GeneXpert, які дають можливість підтвердження діагнозу в польових умовах протягом 1 години у крові. Також для польових умов доступними є OraQuick і GOARN, які дають можливість виявити сліди вірусу в крові або слині вже за 30 хвилин.

## Лікування
Воно таке, як при інших геморагічних гарячках. Специфічної терапії не розроблено. Патогенетичне лікування спрямоване на зменшення явищ інтоксикації, дегідратації, геморагічних проявів, усунення розладів гемодинаміки, боротьбу з геморагічним шоком, ННГМ, іншими проявами хвороби.
По результатах найтяжчої епідемії хвороби, яку спричинює вірус Ебола, яка відбулася у Західній Африці, рекомендовано застосувати певні етіологічні експериментальні ліки, які ще не мали повноцінного попереднього вивчення, як це відбувається при введенні до обігу комерційних лікарських препаратів у світі. Обговорюється потенційна ефективність для лікування гарячки Ебола плазми реконвалесцентів і гіперімунного імуноглобуліну, моноклональних антитіл у препаратах ZMapp, ZMAb, малих інгибуючих РНК у препараті siRNA, противірусних препаратів фавіпіравір, бринцидофовір, тореміфін, інтерферонів, аміодарона, BCX4430. Отримані позитивні результати експериментального застосування препарату ремдесивір. Поки що не надано повноцінний звіт про ефективність цих препаратів.
Так ZMapp (Mapp Biopharmaceutical Inc.) являє собою «коктейль» з трьох різних білків — моноклональних антитіл. Антитіла утворюються в рослинах тютюну, де за допомогою біоінженерних технологій отримують великі кількості білків. При випробуванні на приматах ZMapp продемонстрував сильну противірусну активність і захистив тварин від смерті на 5-й день після зараження еболавірусом Заїр. Разом із тим хоча ці ліки було застосовано ургентно в режимі протокола ВООЗ з підконтрольного надзвичайного використання незареєстрованих та дослідницьких втручань у людей у західно-африканському осередку епідемії, яку спричинює вірус Ебола, і вони показали добру переносимість, але недостатньо даних, щоб остаточно визначити, чи вони є кращими для лікування хвороби ніж звичайна підтримувальна терапія.
Зокрема препарат BCX4430 (галідесивір) є низькомолекулярним лікарськім засобом із широким спектром противірусної активності, в тому числі й проти вірусу Ебола. BCX4430 при експериментальному дослідженні захистив тварин від зараження вірусами Ебола і Марбург. Проведене дослідження застосування препарату у людей при гарячці Ебола, яке не дало остаточного висновку стосовно його ефективності.

## Профілактика

### Загальні заходи

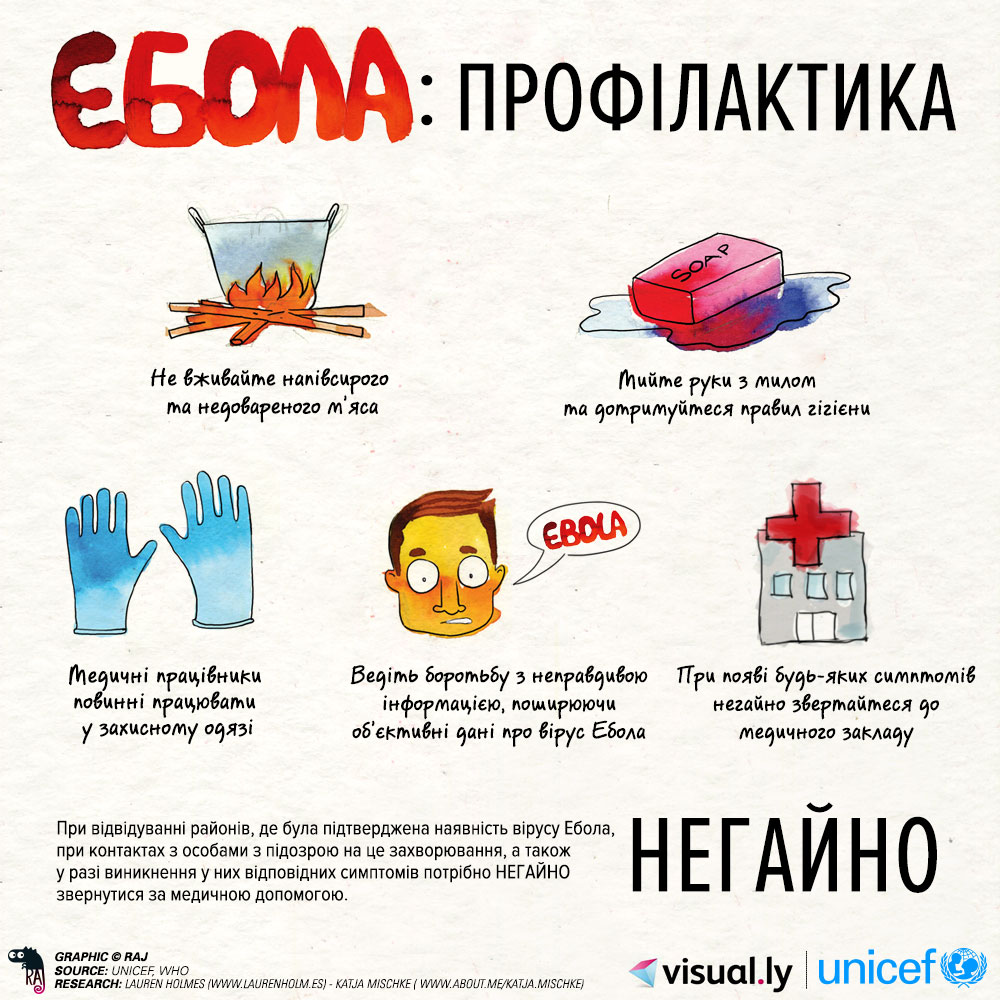
Постер ЮНІСЕФ

Ефективний контроль полягає на застосуванні пакету заходів, а саме відповідний медичний менеджмент, нагляд та відстеження контактів, сертифікована лабораторна служби, виконання безпечних поховань та соціальна мобілізація. Підвищення обізнаності про фактори ризику відносно гарячки Ебола та захисних заходів, які люди мають здійснити для переривання передачі інфекції у популяції. Зниження ризику передачі повинне бути зосереджено на виконанні кількох важливих факторів:
- зниження ризику передачі в дикій природі до людини від контакту з зараженими фруктовоїдними кажанами, мавпами, приматами і споживання їх сирого м'яса. Тварин треба доторкатися рукавичками або іншими компонентами захисного одягу. Продукти тваринного походження (кров і м'ясо) повинні бути ретельно приготовлені перед вживанням.
- зниження ризику передачі вірусу від людини до людини через прямий або тісний контакт із хворими з симптомами гарячки Ебола, зокрема, з їхніми біологічними рідинами. Рукавички і відповідні засоби індивідуального захисту слід носити тоді, коли потрібно доглядати хворих вдома. Має здійснюватися регулярне миття рук після відвідування пацієнтів у лікарні, а також після відходу з помешкання пацієнтів.
- зниження ризику можливого зараження статевим шляхом[104].

### Заходи в епідемічному осередку
Проводиться як і при інших геморагічних гарячках. Необхідна належна медична ізоляція хворих, запобігання контакту медичних працівників та інших людей з вірусом — найбільш ефективний спосіб профілактики передачі хвороби від людини до людини. Хворі на гарячку Ебола підлягають негайній госпіталізації в бокси зі збереженням суворого режиму, який рекомендується у випадках хвороб, які підлягають регуляції ММСП 2005 р. Персонал з обслуговування повинен працювати в максимальному захисному вологонепроникному одязі (щоби не просякав кров'ю) зі збереженням суворих бар'єрних методів захисту. Слід також приділяти особливу увагу належному знезараженню медичних відходів і біологічних рідин хворих. Усі дії з діагностики чи досліджень проводяться в боксах біологічної безпеки III класу. Реконвалесцентів виписують не раніше 21-го дня при негативних результатах вірусологічних досліджень за умови повного клінічного одужання.
У епідемічних ситуаціях проводять посилений нагляд і активне виявлення усіх підозрілих і ймовірних випадків із негайною ізоляцією хворих, а також усіх людей, що контактували з ними для щоденного медичного спостереження. Потрібно здійснювати заходи по оперативному і безпечному похованню померлих. Важливим є підтримування відповідної чистоти довкілля. Зона нагляду повинна залишатись під контролем протягом двох інкубаційних періодів після останнього летального випадку або після виписки останнього хворого. Важливим профілактичним заходом, що перешкоджає завезенню гарячки з ендемічних районів, є здійснення Міжнародної системи епідеміологічного нагляду, проведення протиепідемічних заходів, передбачених ММСП 2005 р.

### Профілактика передавання статевим шляхом
Є багато даних спостережень і досліджень, які свідчать про реальні ризики передачі вірусу Ебола статевим шляхом, і, зокрема, про збереження життєздатного вірусу в спермі людини, що перехворіла на гарячку Ебола, з плином часу. І тому ВООЗ рекомендує:
- всі ті, хто залишився живим після хвороби, і їхні статеві партнери повинні отримати консультацію фахівця, щоб забезпечити практику безпечного сексу, поки сперма тих, хто перехворів, не буде визнана безпечною — отриманий дворазовий негативний результат на наявність вірусу. Ці люди повинні бути повноцінно забезпечені презервативами.
- усі чоловіки, що вижили після гарячки Ебола, повинні бути обстежені на наявність вірусу Ебола в спермі не раніше терміну в 3 місяці після початку хвороби, а потім, для тих, у кого був одержаний позитивний результат, необхідне подальше обстеження до того моменту, поки їхня сперма не покаже двічі негативні результати в ПЛР з інтервалом не менше ніж в один тиждень між взяттям сперми на дослідження.
- ті, хто вижив після гарячки Ебола, і їхні статеві партнери повинні або стримуватися від усіх видів сексу, або застосовувати безпечний секс із правильним і регулярним використанням презервативів, поки їхня сперма не буде визнана негативною.
- тим, хто залишився живим після гарячки Ебола, можна сміливо відновити нормальну для них сексуальну практику, не побоюючись передачі вірусу Ебола, якщо їхня сперма була визнана негативною.
- якщо сперма не була піддана тестуванню, то ті, хто вижив після гарячки Ебола, повинні продовжувати практикувати безпечний секс принаймні 6 місяців від початку хвороби[l].
- до тих пір, як сперма тих, хто вижив, не буде визнана негативною, вони повинні практикувати часте миття рук, застосовувати усі заходи особистої гігієни, негайно й ретельно мити з милом і водою руки після будь-якого фізичного контакту зі спермою, в тому числі, й після мастурбації. Протягом цього періоду використані презервативи повинні бути швидко і безпечно утилізовані, щоб запобігти контакту із сіменем[104].

### Специфічна профілактика
На сьогодні знаходиться у стадії розробки. На шляху до впровадження у широку медичну практику дві перспективні вакцини: cAd3-EBOZ (або ще її називають NIAID/GSK) і rVSV-ZEBOV.

#### cAd3-EBOZ
cAd3-EBOZ було створено вакцинним науково-дослідним центром Національного інституту алергії та інфекційних хвороб (NIAID) у співпраці з медичним науково-дослідним інститутом інфекційних хвороб Армії США та швейцарсько-італійською біотехнологічною компанією, що є частиною компанії GlaxoSmithKline — GSK, в 2013 році. Вакцину отримано на основі аденовірусу шимпанзе типу 3 (англ. chimp adenovirus type 3 (cAd3)), який доносить до клітин людського організму генетичний матеріал вірусу Ебола, але при цьому cAd3 не здатний розмножуватися, тобто, діє як носій. Вставлений генетичний матеріал вірусу Ебола призводить до утворення вірусних білків, що спонукає організм до імунної відповіді на них і створення захисних антитіл, які будуть атакувати справжній вірус, якщо він попаде в організм вакцинованого. Разом із тим вакцина не містить інфективного матеріалу вірусу Ебола, тобто хвороба не може розвинутись під час вакцинації. Проведена I фаза клінічних випробувань у Сполучених Штатах і Великій Британії в 2014 році показала, що ця вакцина виявилася безпечною і активує імунну відповідь. II фазу випробування вакцини в Ліберії оцінили в лютому 2015 року. До рандомізованого, плацебо-контрольованого клінічного дослідження були включені 1500 учасників. Спочатку II фазу було розроблено таким чином, щоб перейти до III фази випробування у 28000 добровольців, але дослідження було скорочено, тому що зниження кількості нових випадків хвороби, яку спричинює Ебола, в Ліберії унеможливило проведення більш широкого тестування.

#### rVSV-ZEBOV
Вакцина rVSV-ZEBOV використовує генетично сконструйовану версію тваринного вірусу везикулярного стоматиту (VSV), яка несе ген вірусу Ебола. Ця вакцина була розроблена Агентством громадської охорони здоров'я Канади і ліцензована у NewLink Genetics Corporation (Merck & Co., Inc.), яка відповідає за просування вакцини до схвалення її регулюючими органами. I фаза дослідження проводилась у Національного інституту алергії та інфекційних хвороб та Інституту Уолтера Ріда Армії США. Вакцина rVSV-ZEBOV виявилася безпечною і спричиняла стійку антитільну відповідь у всіх 40 здорових дорослих, які отримали її. Висновки II фази випробування представлено в лютому 2016 року. Вони показили, що введення вакцини піддослідні добре переносили, та сама вона добре індукує імунну відповідь у них..
У дослідження були включені 1500 чоловіків і жінок у віці від 18 років і старше, що не мали в анамнезі хворобу, яку спричинює вірус Ебола. З 2 лютого по 30 квітня 2015 роки три групи по 500 осіб отримували або одну з двох досліджуваних вакцин або сольову ін'єкцію (плацебо). Обидві вакцини вакциновані добре переносили, побічних явищ не спостерігали. Через місяць 87 % добровольців, які отримували вакцину cAd3-EBOZ, мали антитіла до вірусу Ебола. 94 % добровольців, які отримували вакцину rVSV-ZEBOV, також мали наочні антитіла через 1 місяць після введення. III фаза клінічних досліджень rVSV-ZEBOV показала високу ефективність захисту проти гарячки Ебола. Станом на 31 липня 2015 року клінічні випробовування, в яких брали участь більше 3500 людей, підтвердили високу ефективність вакцини VSV-ZEBOV проти вірусу Ебола впродовж 10 днів після єдиної ін'єкції. Результати цього дослідження науковці опублікували в журналі The Lancet і висвітлені в прес-релізі ВООЗ.
Експериментальна вакцина rVSV-ZEBOV проти вірусу Ебола врешті визнана ефективною з високим захисним ефектом у великому випробуванні в Гвінеї, згідно з результатами, опублікованими 23 грудня 2016 року в журналі The Lancet. Вакцина є першою, яка запобігає від одного з найнебезпечніших відомих патогенів, а висновки додали ваги попереднім результатам випробувань, опублікованим у 2015 році. Вакцина була вивчена у випробуванні за участю 11841 осіб у Гвінеї протягом 2015 року. Серед 5837 осіб, які отримали вакцину, жодного випадку хвороби, яку спричинює вірус Ебола, не було зареєстровано протягом 10 та більше днів після вакцинації. Для порівняння у контрольній групі, зареєстрували 23 випадки протягом 10 та більше днів після вакцинації серед тих, хто не отримав вакцину. Виробник вакцини фірма «Merck, Sharpe & Dohme» має зобов'язання за звертанням ВООЗ при розвитку десь випадків хвороби, яку спричинює вірус Ебола, поставити одночасно до 300 тисяч доз цієї вакцини для цілей швидкого запобігання розвитку епідемії. Додаткові дослідження тривають, щоб надати більше інформації про безпеку вакцини у дітей та інших вразливих груп населення, зокрема таких, як люди з ВІЛ-інфекцією.

#### Інші вакцини
Також випробовують вакцину Ad26.ZEBOV (розроблено Crucell Holland BV, однією з фармацевтичних компаній Johnson & Johnson) з модифікованим вірусом коров'ячої віспи штаму Анкара (MVA). I фазу випробувань цієї вакцини успішно здійснено у Великій Британії і США. Додаткові випробування I фази здійснені в Африці, а в липні 2015 року було ініційовано II фазу клінічних випробувань також у Великій Британії та Франції. У жовтні 2015 року запущено наступну фазу клінічного випробування в Сьєрра-Леоне.
Також іде розробка полівалентних вакцин проти флавівірусів, які засновано на переносі генетичного матеріалу вірус Ебола на аденовірусах людини Ad26 або Ad26 з MVA. Іде розробка рекомбінантного вірусу везикулярного стоматиту, який би зміг у собі нести генетичний матеріал як вірусу Ебола, так і Марбург. Проводять також доклінічні дослідження трьохвалентної вакцини проти вірусів Марбург і еболавірусів Заїр та Судан. Також планують провести I фазу клінічного дослідження моновалентной вакцини проти еболавірусу Заїр. На приматах проводять тестування вакцин проти вірусу Ебола, створених за допомогою нанотехнологій. Вони показали добру переносимість та добру імунну відповідь. Проводять дослідження тривалентної вакцини проти вірусу Ебола, яка ґрунтується на людському типі вірусу парагрипу. Цей вірус є ослабленим, у цій вакцині він слугує носієм для доставки в клітини генетичного матеріалу вірусу Ебола. Вакцина є аерозольною, вона індукує сильну імунну відповідь у мавп і показала у них захисну дію при зараженні еболавірусом Заїр. Також ідуть доклінічні дослідження з метою отримання вакцин на основі існуючої вакцини проти сказу, яка має потенційно захистити від ураження вірусами Ебола, Марбург і проти сказу. Таку вакцину планують використати не тільки серед людей, а й у ветеринарії і серед диких тварин в Африці.

## Уточнення
1. ↑  Натепер ВООЗ рекомендує вживати в медичній і суспільній літературі виключно назву англ. Ebola virus disease — «хвороба, яку спричинює вірус Ебола». Нерідко в англомовній медичній літературі можна зустріти скорочення назви хвороби до «EVD».
2. ↑  Наразі вимовляють як «Е́́бола»[3][4] й «Ебо́ла», хоча існують думки, що правильним є наголос виключно на другому складі[5][6], але ймовірно допускається будь-який наголос і вимова[7]
3. ↑  Через те, що геморагічні прояви і гарячка не є обов'язковими симптомами в клінічному перебігу хвороби, то й ці назви визнані такими, які не описують характеристику хвороби, хоча досі нерідко їх застосовують як неправильні синоніми «хвороби, яку спричинює вірус Ебола».
4. ↑  Хоча правільніше було б річку називати «Légbala» («біла вода»), які її називає місцеве населення племені «Ngbandi». Через те, що ця місцевість у колоніальну еру належала Бельгії, то назва скоротилася до придатного для французької мови «Ébola» з наголосом на 1-й склад. А от у англійській мові відбувся перехід наголосу на 2-й склад «Ebóla».[10]
5. ↑  Вимова «boon-dee-boo-jaw»[11]
6. ↑  До четвертого рівня патогенності відносять, зокрема, збудників чуми, гарячок Рифт Валлі, Ласса, Марбург тощо, при якому проводяться заходи четвертого рівня біобезпеки.
7. ↑  ВООЗ відзначила, що через покращену ранню діагностику на відміну від сповіщень на початку епідемії, багато випадків дуже швидко розшифровують як такі, що не є гарячкою Ебола, що й призводить до стабільно невеликої кількості зареєстрованих захворілих у сповіщеннях останнього часу. Згідно настанов ВООЗ усі випадки хвороб із гарячкою і кривавим проносом на території, де триває епідемія гарячки Ебола, вважають підозрілими на цю хворобу. Після застосування надалі методів лабораторної діагностики частину цих випадків розшифровують, як інші хвороби, зокрема малярія, черевний тиф, шигельоз тощо.
8. ↑  Хоча раніше їх визначали як підвиди і «підтипи»[106].
9. ↑  Згідно з Міжнародною класифікацією хвороб для філовірусів (МКБ-11), опублікованою в травні 2019 року, хвороба, яку спричинює вірус Ебола, тепер поділяється на підкатегорії залежно від вірусу-збудника. До травня 2019 року всі віруси, що спричиняли цю хворобу, були згруповані разом.
10. ↑  Безконтактне передавання означає можливість передачі не тільки через повітря, але й через певні предмети, третіх осіб тощо.
11. ↑  Тобто ті, що безпосередньо згубно діють на вірус Ебола.
12. ↑  Є міркування, що цей інтервал може бути й більшим через наявність вірусу Ебола в спермі тих, хто вижив, протягом тривалішого часу.